# Corrado III di Svevia
Corrado III Hohenstaufen (Bamberga, 1093 – Bamberga, 15 febbraio 1152) fu duca di Franconia dal 1125 al 1125, e poi anti-re dei Romani dal 1127 e anti-re d'Italia dal 1128; egli rinunciò ai titoli nel 1135 quando si sottomise all'imperatore Lotario III (II di Supplimburgo).
Corrado venne poi ri-eletto re dei Romani nel 1138, titolo che detenne fino alla morte.
È tradizionalmente indicato come Corrado III considerandolo terzo re dei Franchi orientali dopo Corrado I di Franconia (911-918) e Corrado II il Salico (1024-1039), ma nei suoi diplomi egli chiamava sé stesso Corrado II, in quanto secondo imperatore (Corrado I, infatti, non fu mai incoronato imperatore).

## Biografia
Era figlio di Federico I di Svevia e di Agnese di Waiblingen. Come duca di Franconia alla morte di Enrico V di Franconia nel 1125 sostenne, senza successo, la candidatura del fratello e duca di Svevia Federico II il Guercio per l'elezione a re dei Romani. Fu invece eletto Lotario II.
In contrapposizione a quest'ultimo fu poi egli stesso eletto re d'Italia nel dicembre 1127 e incoronato a Monza l'anno successivo dall'arcivescovo di Milano Anselmo V Pusterla a sua volta per questo scomunicato da papa Onorio II.
Corrado si arrese a Lotario II solo nel 1135. Dopo la morte di Lotario (dicembre 1137), Corrado fu eletto re dei Romani a Coblenza nel marzo 1138, e poco dopo concesse diritto di zecca a tre città del nord Italia, prima a Genova (negli ultimi giorni del medesimo anno, dicembre 1138) e in seguito a Piacenza (1140) e ad Asti (1141).
Nel 1146 Corrado, dopo aver ascoltato Bernardo di Chiaravalle predicare la seconda crociata, partì con Luigi VII per la Terrasanta. Corrado e il suo esercito viaggiarono via terra attraverso l'Ungheria causando distruzioni nei territori bizantini attraversati. Giunsero a Costantinopoli nel dicembre 1147, alla testa delle armate francesi.
Quindi, invece di seguire la costa, dove avrebbe incontrato territori abitati da cristiani, e dove fece transitare molti dei suoi non combattenti, Corrado guidò il suo esercito attraverso l'Anatolia.
Nell'ottobre del 1148 le armi cristiane vennero sconfitte dai Turchi a Dorylaeum, nei pressi di Eskişehir. Corrado e molti dei suoi cavalieri scamparono, ma molti dei soldati appiedati furono uccisi o catturati. Corrado più tardi riuscì a raggiungere il regno crociato via mare da Costantinopoli.
Corrado non fu mai incoronato imperatore, e continuò a fregiarsi del titolo di re dei Romani fino alla morte.
Egli stesso designò a succedergli il nipote Federico Barbarossa (figlio di suo fratello, Federico II il Guercio) piuttosto che il proprio figlio, mostrando così che l'ereditarietà degli uffici in linea diretta non si era affermata prima della successione familiare.

## Matrimoni e discendenza
Nel 1136 Corrado sposò Gertrude di Sulzbach (verso il 1114 – 1146), figlia di Berengario II di Sulzbach e di Adelaide di Wolfratshausen. Dalla seconda moglie Corrado ebbe due figli:
- Enrico Berengario (1137 – 1150) re dei Romani dal 1147 alla morte;
- Federico di Rothenburg (1144 – 1167), duca di Svevia, che nel 1166 sposò Gertrude di Sassonia († 1196), figlia di Enrico il Leone, duca di Baviera e di Sassonia.

In vista del matrimonio di Berta (sorella di Gertrude) con l'imperatore d'Oriente Manuele I Comneno (1146), Corrado adottò la cognata.

### Falsa unione
Verso il 1115, secondo lo storico Hansmartin Decker-Hauff, Corrado sposò, prima di Gertrude di Sulzbach, Gertrude di Comburg († 1130 o 1131), figlia di Enrico, conte di Rothenburg e di Gepa di Mergenthaeim. Questa unione sembra fosse frutto della fantasia dello storico. Essi ebbero:
- Agnese di Franconia († 1151), che sposò Iziaslav II di Kiev (1097 – 1154) assumendo il nome di Liubava;
- Berta di Franconia, badessa di Erstein;
- Gertrude di Franconia.

Non è chiaro se esse furono frutto dell'unione con Gertrude di Sulzbach o se non fossero affatto figlie di Corrado.

### Falsi discendenti
Presunti discendenti di Corrado III con una certa nobile Gerberga, non menzionata nei documenti:
- Sofia († dopo il 1135/1140) (esistenza incerta) ⚭ Corrado di Pfitzingen (attestato nel 1136/1141);
- Leopoldo (esistenza incerta);
- Costantino di Lochgarten, fondò il monastero di Lochgarten nel 1144;
- Giselberto di Höttingen, fratello e cofondatore del monastero di Lochgarten nel 1144. Egli ebbe una presunta figlia;
  - Petrissa († dopo il 1165), Zensualin del monastero di Lorch; ⚭ Adeldegen, ministeriale episcopale di Bamberga.
- Ludmilla di Langenberg (esistenza incerta) ⚭ sposò un uomo dal nome sconosciuto di Vellberg.

## Ascendenza
|                       |                       |                       | Genitori                 |  |  | Nonni |  |  | Bisnonni |  |  | Trisnonni |  |
|                       |                       |                       |                          |  |  |       |  |  | Federico |  |  | …         |  |
|                       |                       |                       |                          |  |  |       |  |  | Federico |  |  | …         |  |
|                       |                       | …                     |                          |  |  |       |  |  | Federico |  |  |           |  |
| Federico di Büren     |                       |                       |                          |  |  |       |  |  | Federico |  |  |           |  |
|                       |                       | …                     | …                        |  |  |       |  |  |          |  |  |           |  |
|                       |                       | …                     | …                        |  |  |       |  |  |          |  |  |           |  |
|                       |                       | …                     | …                        |  |  |       |  |  |          |  |  |           |  |
| Federico I di Svevia  |                       | …                     |                          |  |  |       |  |  |          |  |  |           |  |
|                       |                       | Gerardo I di Egisheim | Ugo IV di Nordgau        |  |  |       |  |  |          |  |  |           |  |
|                       |                       | Gerardo I di Egisheim | Ugo IV di Nordgau        |  |  |       |  |  |          |  |  |           |  |
|                       |                       | Gerardo I di Egisheim | Edvige di Dabo           |  |  |       |  |  |          |  |  |           |  |
| Ildegarda di Egisheim |                       | Gerardo I di Egisheim |                          |  |  |       |  |  |          |  |  |           |  |
|                       |                       | ?                     | ?                        |  |  |       |  |  |          |  |  |           |  |
|                       |                       | ?                     | ?                        |  |  |       |  |  |          |  |  |           |  |
|                       |                       | ?                     | ?                        |  |  |       |  |  |          |  |  |           |  |
| Corrado III di Svevia |                       | ?                     |                          |  |  |       |  |  |          |  |  |           |  |
|                       | Enrico III del S.R.I. | Corrado II del S.R.I. |                          |  |  |       |  |  |          |  |  |           |  |
|                       | Enrico III del S.R.I. | Corrado II del S.R.I. |                          |  |  |       |  |  |          |  |  |           |  |
|                       | Enrico III del S.R.I. | Gisella di Svevia     |                          |  |  |       |  |  |          |  |  |           |  |
| Enrico IV del S.R.I.  | Enrico III del S.R.I. |                       |                          |  |  |       |  |  |          |  |  |           |  |
|                       |                       | Agnese di Poitou      | Guglielmo V di Aquitania |  |  |       |  |  |          |  |  |           |  |
|                       |                       | Agnese di Poitou      | Guglielmo V di Aquitania |  |  |       |  |  |          |  |  |           |  |
|                       |                       | Agnese di Poitou      | Agnese di Borgogna       |  |  |       |  |  |          |  |  |           |  |
| Agnese di Waiblingen  |                       | Agnese di Poitou      |                          |  |  |       |  |  |          |  |  |           |  |
|                       |                       | Oddone di Savoia      | Umberto I di Savoia      |  |  |       |  |  |          |  |  |           |  |
|                       |                       | Oddone di Savoia      | Umberto I di Savoia      |  |  |       |  |  |          |  |  |           |  |
|                       |                       | Oddone di Savoia      | Ancilia d'Aosta          |  |  |       |  |  |          |  |  |           |  |
| Berta di Savoia       |                       | Oddone di Savoia      |                          |  |  |       |  |  |          |  |  |           |  |
|                       |                       | Adelaide di Susa      | Olderico Manfredi II     |  |  |       |  |  |          |  |  |           |  |
|                       |                       | Adelaide di Susa      | Olderico Manfredi II     |  |  |       |  |  |          |  |  |           |  |
|                       |                       | Adelaide di Susa      | Berta Obertagna          |  |  |       |  |  |          |  |  |           |  |
|                       |                       | Adelaide di Susa      |                          |  |  |       |  |  |          |  |  |           |  |